# Edgar Kováts

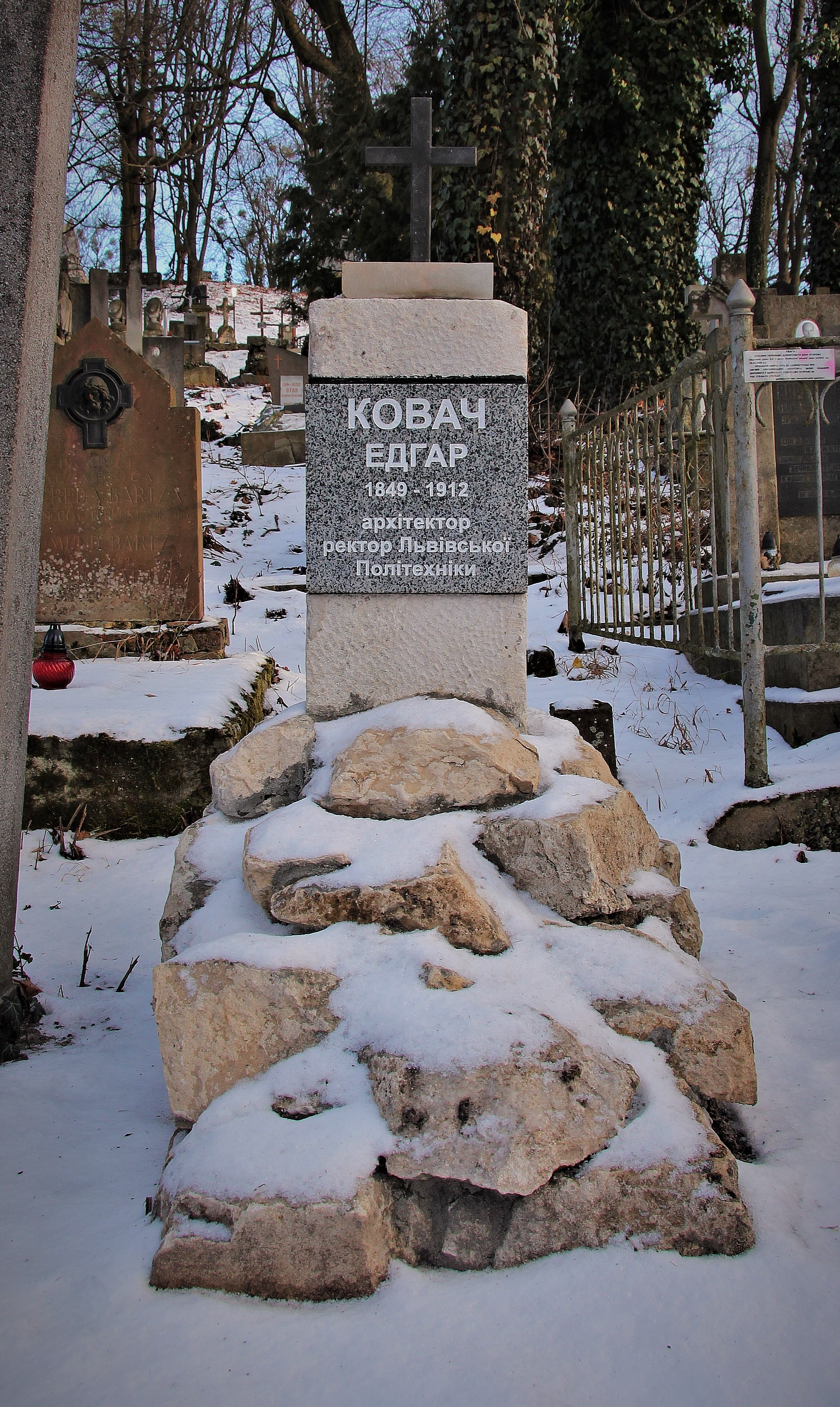
Nagrobek Edgara Kovátsa

Edgar Kováts (ur. 27 września 1849 w Karapcziu, zm. 4 czerwca 1912 we Lwowie) – architekt i malarz węgierskiego pochodzenia, działający w Wiedniu, Zakopanem i we Lwowie, rektor Politechniki Lwowskiej.

## Życiorys
Pochodził ze spolonizowanej węgierskiej rodziny szlacheckiej, która po upadku powstania listopadowego przeniosła się z Galicji na Bukowinę. Jego ojciec, Antoni Kováts, był powstańcem listopadowym, urzędnikiem państwowym i politykiem, posłem na Sejm Krajowy Bukowiny i do wiedeńskiej Rady Państwa.
W latach 1859–1866 uczęszczał do gimnazjum i szkoły realnej w Czerniowcach. Pobierał w tym czasie prywatne lekcje rysunku i malarstwa u Michała Godlewskiego. Od 1866 roku studiował na Politechnice Lwowskiej, a następnie wiedeńskiej.
W 1869 roku, wbrew woli ojca, porzucił studia techniczne i wstąpił na kurs malarstwa historycznego Akademii Sztuk Pięknych w Wiedniu. Wkrótce jednak porozumiał się z rodzicem i w semestrze letnim 1870 roku przeniósł na studia architektoniczne na Politechnice Federalnej w Zurychu. Uczył się pod kierunkiem między innymi Gottfrieda Sempera, 8 sierpnia 1872 roku otrzymując tytuł architekta. Od października tegoż roku rozpoczął pracę w atelier architektonicznym, prowadzonym w Wiedniu przez Sempera i Hasenauera. Uczestniczył między innymi w opracowywaniu projektów detali wnętrz muzeów i teatru dworskiego oraz letniej rezydencji cesarskiej w Lainz. Odszedł z atelier w październiku 1888 roku, a od czerwca następnego roku podjął współpracę z Ferdinandem Kirchnerem. Uczestniczył w przygotowywaniu planów rozbudowy części Hofburga od strony Michaelerplatz oraz samodzielnie opracował projekt restauracji wnętrza Mariahilfer Kirche (kościół Marii Wspomożycielki, barnabitów), przeprowadzonej w 1893 roku. Jednocześnie, chociaż ubocznie, zajmował się malarstwem. Za swą działalność w Wiedniu został odznaczony Złotym Krzyżem Zasługi z Koroną.
3 kwietnia 1895 roku został mianowany nauczycielem C.K. Szkoły Zawodowej Przemysłu Drzewnego w Zakopanem. W następnym roku został jej dyrektorem. Jego niewątpliwą zasługą było wprowadzenie do programu nauczania artystycznej recepcji stylu ludowego, tzw. sposobu zakopiańskiego, dla odróżnienia od stylu zakopiańskiego. W szkole wykonano ołtarz św. Franciszka dla kościoła Świętej Rodziny w Zakopanem, według jego projektu i dwa dalsze ołtarze według projektów i koncepcji Stanisława Witkiewicza. W 1899 roku w Wiedniu i Lwowie wydano Sposób zakopiański, wzornik przedstawiający na 24 tablicach artystyczną recepcję wzornictwa i ornamentyki podhalańskiej, z wyraźną reminiscencją stylu górali z bukowiny. W tym czasie opracował również projekt wystroju wnętrza galicyjskiego na wystawę światową w Paryżu w 1900 roku. Spotkał się on z krytyką zwolenników witkiewiczowskiego stylu zakopiańskiego, zarzucających nadmierną stylizację i przejaskrawienia oraz niezgodność z ludowym pierwowzorem, ale przyniósł architektowi srebrny medal wystawy w kategorii dekoracji budynków.
Od 1900 roku został profesorem architektury i form architektonicznych Politechniki Lwowskiej. W następnym roku w auli uczelni otwarto wystawę jego dorobku artystycznego, która stała się przyczyną ogólnokrajowego sporu pomiędzy zwolennikami stylu i sposobu zakopiańskiego. Kovátsa krytykowali między innymi Feliks Jasieński czy Jan Gwalbert Pawlikowski, popierali Władysław Jarocki i Jan Sas-Zubrzycki. W 1902 roku kierował konserwacją kościoła dominikanów pw. Wniebowzięcia Najświętszej Maryi Panny w Żółkwi, przygotowując przy okazji projekt polichromii, wystroju kaplicy Jezusa Ukrzyżowanego oraz ołtarza Matki Bożej Różańcowej. Także w Żółkwi kierował restauracją cerkwi bazylianów. Zaprojektował również kościół w Mystkowie oraz prospekt organów w lwowskim kościele Dominikanów. Trzy lata później uczestniczył w projektowaniu wnętrza Domu Polskiego w Czerniowcach. W latach 1903−1906 był dziekanem wydziału architektury, 1906−1907 rektorem Politechniki Lwowskiej. W latach 1906–1910 wraz z Janem Sas-Zubrzyckim i Zygmuntem Hendlem zaprojektował przebudowę kościoła oo. Bernardynów w Kalwarii Zebrzydowskiej, jednak ówczesne władze konserwatorskie w Krakowie nie wyraziły zgody na realizacje. Był członkiem Towarzystwa Politechnicznego we Lwowie.
W 1911 roku przeszedł na emeryturę, zmarł we Lwowie 4 czerwca 1912, pochowany na cmentarzu Łyczakowskim w kwaterze 19 w mogile 565.